# Agrostis decipiens
Agrostis decipiens é uma espécie de gramínea do gênero Agrostis, pertencente à família Poaceae.